# Kardhal

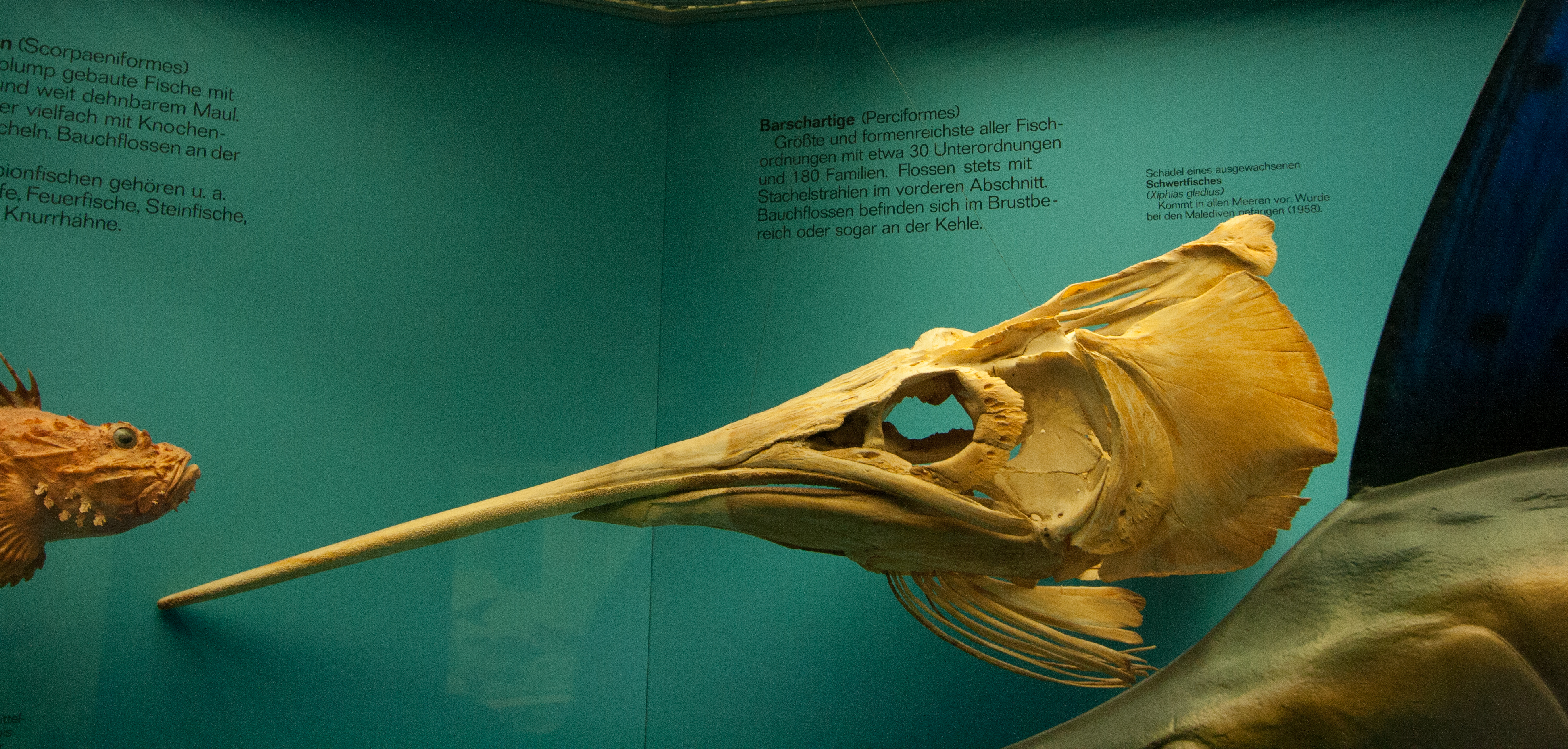
Kardhal fejének preparátuma a frankfurti Senckenberg Naturmuseumban

A kardhal (Xiphias gladius) a sügéralakúak rendjébe tartozó halfaj, amely a Xiphias nem egyetlen recens faja. Könnyen felismerhető hosszúkás orráról, ami testhosszának mintegy harmada.
A Xiphias nem valószínűleg a kora oligocén óta van jelen.

## Előfordulása
Legjobban a 18-22 fok körüli vizekben érzi jól magát. Minden világtengerben otthonos, de a legtöbb példány az Atlanti-óceánban él. Előfordul a Földközi-, Adriai- és a Fekete-tengerben, nyaranta az Északi-, sőt a Balti-tengerben is feltűnik (mintegy 800 m mélységig).

## Megjelenése
Testformája ovális, oldalt kissé összenyomott. Háta sötétbarnás-kékes árnyalatú, amitől távolról bíborkéknek látszik. Oldala világosabb, szürkés, gyakran tompán kékes-fehér, a hasa ezüstös fényű. Uszonyai ezüstösen csillogó sötétkékek, a farka tompa feketéskék, a szeme sötétkék. Pikkelytelen bőre érdes.
Testhossza elérheti a 4,55 métert, ehhez adódik az akár 1,4 méterre is kinyúló, kardformaszerűen megnyúlt (innen kapta a nevét) felső állkapocs. Az eddigi legnagyobb ismert példány 650 kg tömegű volt.
Egyik szemmozgató izma csak a hőtermelést szolgálja; ezzel melegíti fel a szemét és az agyát, amivel mintegy tízszeresére növeli szemének felbontóképességét.

## Életmódja
Kisebb halakkal, puhatestűekkel táplálkozik, de ritkán a ceteket és az embereket is megtámadja. Zsákmányát „kardjával” szúrja át.
Igen jó úszó; sebessége elérheti a 70 km/órát.
Párban élő állat. A hím kardhalak mintegy 1 méter, a nőstények 70 cm hosszt elérve válnak ivaréretté. Az első násztáncot kb. 170 cm-es testhosszal, 5-6 éves korukban járják el. A nőstények gyorsabban fejlődnek, mint a hímek.

## Felhasználása
Főleg a fiatal kardhal húsa ízletes. Gyakori étkezési hal, amit fagyasztva és konzervben is árusítanak. Több szigeten (Szicília, Madeira) nemzeti eledelnek számít.